# Claus Martin
Claus Martin (* 1967 in Hanau) ist ein deutscher Regisseur, Librettist und Musicalkomponist.

## Leben
Claus Martin studierte Regie an der Hochschule für Musik und Theater Hamburg bei Götz Friedrich. Bereits während des Studiums schrieb er sein erstes Libretto (Yvonne) und debütierte als Opernregisseur am Theater der Stadt Zwickau.
Nach einigen Jahren als Regieassistent (u. a. bei Renate Ackermann, Johannes Schaaf und Jérôme Savary) und Inszenierungen u. a. in Dresden, Hamburg und Berlin wurde er 2001 künstlerischer Leiter des Ensembles Oper an der Leine in Hannover. Dort inszenierte er zahlreiche Werke insbesondere des zeitgenössischen Musiktheaters (u. a. von William Walton, Gian Carlo Menotti und Viktor Ullmann) sowie die deutsche Erstaufführung von Peter Maxwell Davies’ Oper Mr. Emmett takes a walk.
Besondere Beachtung fand seine Inszenierung der Uraufführung der Oper La Quintrala des dänischen Komponisten Lars Graugaard in Kopenhagen.
Seit 2005 leitet er das Opernensemble zeitgenössische Oper Rhein-Main in Frankfurt. Er ist jedoch auch außerhalb dieses Ensembles als Gastregisseur tätig (hauptsächlich im Bereich Musical und zeitgenössische Musik) und inszenierte Uraufführungen weiterer Bühnenwerke, u. a. von Fried Walter und Thomas Gabriel.
Neben seiner Tätigkeit als Regisseur komponiert Martin Musicals auf eigene Libretti, darunter auch Stücke für jugendliches Publikum (Heidi, Pinocchio). Während die beiden frühen Stücke Yvonne und Königsmörder küsst man nicht eine betont kammerspielartige Struktur besitzen, sind die Musicals ab 2004 Stücke für große Ensembles, die daher meist von Freilichtbühnen aufgeführt werden.
Seine Inszenierung von Vanity Fair an der Freilichtbühne Coesfeld wurde in Berlin mit dem Amarena Award als beste Freilichtproduktion 2009/10 ausgezeichnet.
2015 führte er Regie bei dem Kurzfilm „Erledigt“, der mit zahlreichen internationalen Preisen ausgezeichnet wurde, u. a. mit dem Publikumspreis sowie dem Förderpreis der Jury beim Bilderbeben Bielefeld.
2017 organisierte er in Berlin den March for Science.
2023 war er Stipendiat der Villa Decius in Krakau.

## Werke
- Yvonne (1994/95) Kammeroper nach Witold Gombrowicz, Musik von Ulrich Wagner
- Königsmörder küsst man nicht (Operettical, 2000), Musik von Jacques Offenbach
- Teuflische Göttinnen (Musical, 2004, Text und Musik)
- Dracula (Grusical, 2005, Text und Musik)
- Heidi (Musical, 2006, Text und Musik)
- Pinocchio (Musical, 2007, Text und Musik)
- Vanity Fair (Musical, 2009, Text und Musik)
- Der große Gatsby (Musical, 2012, Text und Musik)
- Nils Holgersson (Stück mit Musik, 2014, Text und Musik)
- In 80 Tagen um die Welt (Komödie, 2015)
- Der Häxxler (Kriminalkomödie 2016)
- Schneewittchen – traue keinem Apfel (Musical, 2022, Text und Musik)
- Tarzan (Musical, 2023, Text und Musik)